# دينيز أونداف
دينيز أونديف (مواليد 19 يوليو 1996) هو لاعب كرة قدم ألماني. يلعب كمهاجم في نادي شتوتغارت.